# アンナ・マリア・フォン・ブランデンブルク
アンナ・マリア・フォン・ブランデンブルク（ドイツ語：Anna Maria von Brandenburg, 1567年2月3日 - 1618年11月14日）は、ポメラニア公バルニム10世の妃。

## 生涯
アンナ・マリアは、ブランデンブルク選帝侯ヨハン・ゲオルク（1525年 - 1598年）とその2番目の妃でブランデンブルク＝アンスバッハ辺境伯ゲオルクの娘ザビーナ・フォン・ブランデンブルク＝アンスバッハ（1548年 - 1575年）との間に生まれた。
1580年にポメラニア公バルニム10世と婚約し、1581年1月8日にベルリンで結婚式を挙げた。寡婦財産としてカシュビ国境にあるビトゥフを与えられた。2人の間には子供が生まれなかった。1600年にバルニム10世がポメラニアを相続したとき、バルニムはビトゥフを弟のカジミールに譲り、アンナ・マリアはヴォリンとヴォリン宮殿を寡婦財産として受け取った。
1603年にバルニム10世が亡くなった後、アンナ・マリアはヴォリン宮殿に居を構えていた。アンナ・マリアが領した時期のヴォリンの収支の正確な記録が存在しており、それらはビトゥフの収入よりも少なく、アンナ・マリアはその差額を金銭的に補償された。アンナ・マリアは、義兄ポメラニア公ボギスラフ13世との間で勃発した、自領で狩猟をする権利をめぐっての争いを解決した。1618年に亡くなった後、その寡婦財産はポメラニア公フランツの手に渡った。